# Maleisisch Open 2011

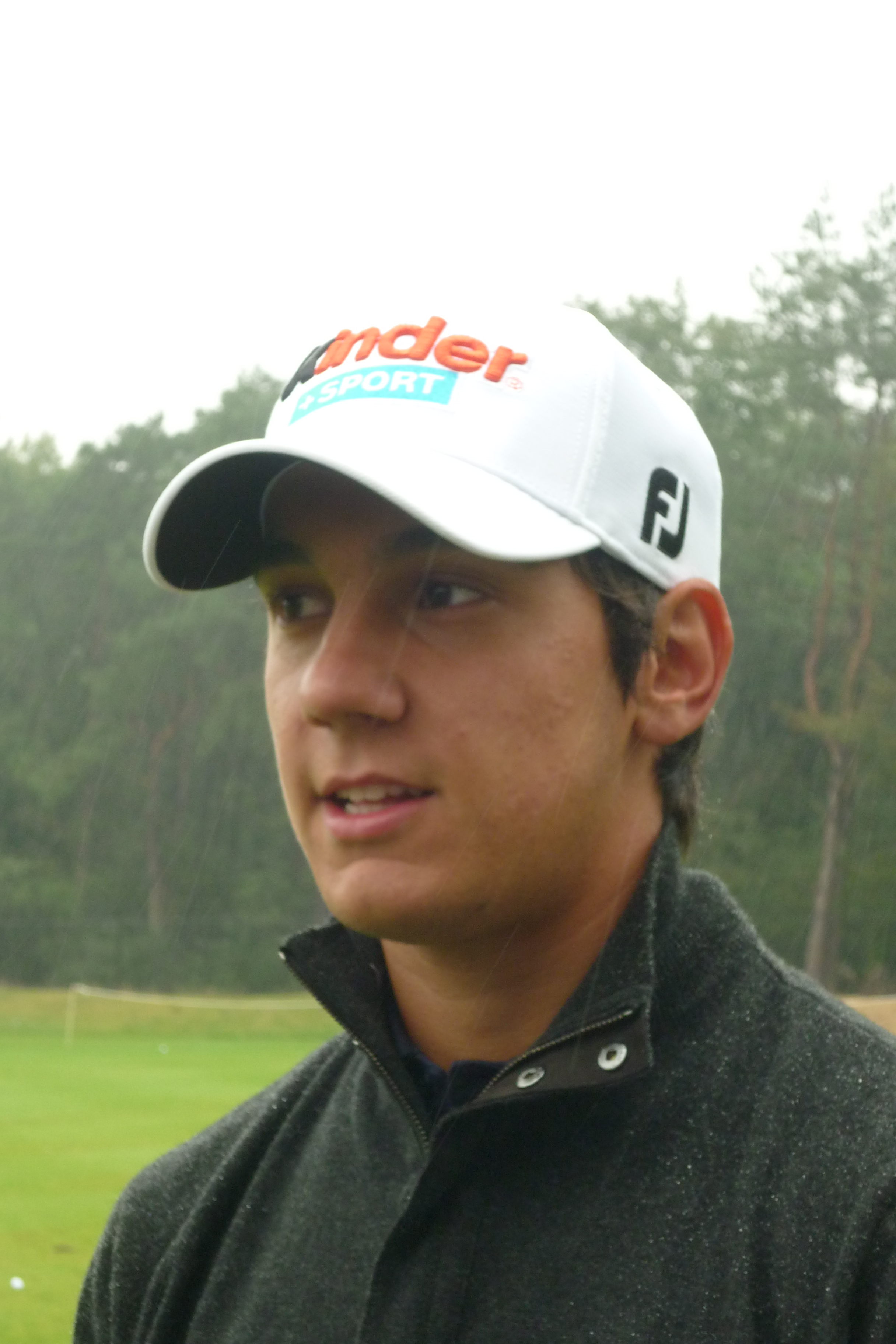
Matteo Manassero, winnaar 2011

Het Maleisisch Open is een golftoernooi dat deel uitmaakt van de Aziatische- en Europese PGA Tour. De 50ste editie wordt in 2011 van 14-17 april gespeeld op de Kuala Lumpur Golf & Country Club. 
De internationale naam van het toernooi is al vijf jaar het Maybank Malaysian Open, en Maybank heeft als titelsponsor weer voor vijf jaar bijgetekend.
In 2010 werd het Maleisisch Open gewonnen door Seung-yul Noh, die slechts 18 jaar en 281 dagen oud was. Hij was de jongste winnaar op de Europese Tour. Het record stond sinds 1971 op naam van Dale Hayes, die negen dagen ouder was toen hij het Spaans Open won. In oktober werd het record verbroken door Matteo Manassero die 17 jaar en 184 dagen was toen hij de Castelló Masters won.

## Verslag

#### Ronde 1
Rory McIlroy, die vorige week op de Masters de eerste drie rondes aan de leiding stond, heeft een mooie ronde van -8 gemaakt en staat nu naast Alexander Norén op de eerste plaats. Colsaerts is al binnen, weer met -2, en staat voorlopig op de 13de plaats. Lafeber en Luiten spelen in de middagronde en moeten nog afslaan (08:00 uur MET) 

Tijdens de middag ronde brak het onweer opnieuw los en werd het spel enkele uren gestopt. De helft van de spelers moet zaterdag de tweede ronde afmaken.

#### Zaterdag: ronde 2 en 3
De tweede ronde is afgemaakt; Lafeber, die na een slechte eerste ronde dreigde de kwalificatie voor het weekend te missen, maakte voor ronde 2 een score van -4 en steeg 63 plaatsen. Rahman Siddikur is na 68-71 (-5) de best geplaatste Aziaat. (08:00 uur MET) 

De derde ronde werd in 3-ballen gespeeld om wat tijd in te lopen. Er viel zoveel regen dat er ruim drie uren niet gespeeld kon worden. Pas halverwege de middag kon het toernooi verdergaan. McIlroy bleef zeven holes op -11 staan terwijl Grégory Bourdy na holes 10 met hem aan de leiding ging nadat hij zeven birdies had gemaakt. Daarna maakte McIlroy een birdie en Bourdy een bogey. Daarna was het te donker om door te spelen. Maar 12 van de 75 spelers hadden de derde ronde kunnen afmaken. Van die twaalf had Lafeber de beste score.

Beste Aziaat was de Koreaan In-choon Hwang, die als nummer 489 op de wereldranglijst staat.

#### Zondag: ronde 3 en 4
De indeling van de spelers is hetzelfde gebleven als bij ronde 2. Gevolg daarvan was dat Manassero niet in de laatste partij speelde. 
Grégory Bourdy zette de aanval door en eindigde op -15, waarmee hij even clubhouse leader was. Manassero had op dat moment ook -15 maar was pas op hole 13. Op hole 14 maakte Manassero een birdie en vanaf dat moment gaf hij de leiding niet meer uit handen. Op de OWGR is hij hierdoor gestegen naar de top 35.
| Naam                 | Ronde 1 | Ronde 1 | Stand | Ronde 2 | Ronde 2 | Totaal | Stand | Ronde 3 | Ronde 3 | Totaal | Stand | Ronde 4 | Ronde 4 | Totaal | Stand |
| -------------------- | ------- | ------- | ----- | ------- | ------- | ------ | ----- | ------- | ------- | ------ | ----- | ------- | ------- | ------ | ----- |
| Matteo Manassero     | 66      | -6      | 2     | 71      | -1      | -7     | T4    | 67      | -5      | -12    | T1    | 68      | -4      | -16    | 1     |
| Grégory Bourdy       | 71      | -1      | T35   | 69      | -3      | -4     | T14   | 66      | -6      | -10    | T2    | 67      | -5      | -15    | 2     |
| Rory McIlroy         | 69      | -3      | T8    | 64      | -8      | -11    | T1    | 72      | par     | -11    | 1     | 69      | -3      | -14    | 3     |
| Rafael Cabrera Bello | 69      | -3      | T8    | 70      | -2      | -5     | T6    | 69      | -3      | -8     | T9    | 67      | -5      | -13    | T4    |
| Alexander Norén      | 64      | -8      | 1     | 69      | -3      | -11    | T1    | 71      | -1      | -12    | 1     | 71      | -1      | -13    | T4    |
| Simon Dyson          | 70      | -2      | T21   | 64      | -8      | -10    | 3     | 76      | +4      | -6     | T15   | 68      | -4      | -10    | 7     |
| Stephen Gallacher    | 67      | -5      | 5     | 70      | -2      | -7     | T4    | 72      | par     | -7     | T9    | 72      | par     | -7     | T11   |
| Nicolas Colsaerts    | 70      | -2      | T21   | 70      | -2      | -4     | T14   | 72      | par     | -4     | T     | 71      | -1      | -5     | T17   |
| Joost Luiten         | 72      | par     | T57   | 69      | -3      | -3     | T27   | 71      | -1      | -4     | T26   | 71      | -1      | -5     | T17   |
| Brett Rumford        | 69      | -3      | T8    | 68      | -4      | -7     | T4    | 72      | par     | -7     | T9    | 74      | +2      | -5     | T17   |
| Maarten Lafeber      | 74      | +2      | T102  | 68      | -4      | -2     | T37   | 69      | -3      | -5     | T19   | 76      | +4      | -1     | T42   |
| In-choon Hwang       | 72      | par     | T57   | 71      | -1      | -1     | T47   | 65      | -7      | -8     | T7    | 80      | +8      | par    | T47   |

| Toernooirecord |  | Leider |

## De spelers
Er deden 156 spelers mee.
- Felipe Aguilar
- Fredrik Andersson Hed
- John Bickerton
- Thomas Bjørn
- Richard Bland
- Grégory Bourdy
- Gary Boyd
- Rafael Cabrera Bello
- Michael Campbell
- Alejandro Cañizares
- Darren Clarke
- Nicolas Colsaerts
- Rhys Davies
- Robert-Jan Derksen
- Andrew Dodt
- Jamie Donaldson
- Nick Dougherty
- David Drysdale
- Simon Dyson
- Johan Edfors
- Oliver Fisher
- Alastair Forsyth
- Marcus Fraser
- Stephen Gallacher
- Ignacio Garrido
- Daniel Gaunt
- Tano Goya
- Matt Haines
- Todd Hamilton
- Søren Hansen
- Michael Hoey
- Keith Horne
- David Horsey
- Jeppe Huldahl
- Raphaël Jacquelin
- Anthony Kang
- Martin Kaymer
- James Kingston
- Søren Kjeldsen
- Maarten Lafeber
- José Manuel Lara
- Pablo Larrazábal

- Peter Lawrie
- Danny Lee
- Joost Luiten
- Matteo Manassero
- Pablo Martín
- Gareth Maybin
- Ross McGowan
- Rory McIlroy
- James Morrison
- Alexander Norén
- Steven O'Hara
- Thorbjørn Olesen
- Louis Oosthuizen
- John Parry
- Robert Rock
- Brett Rumford
- Charl Schwartzel
- Marcel Siem
- Graeme Storm
- Scott Strange
- Mark Tullo
- Paul Waring
- Martin Wiegele
- Bernd Wiesberger
- Danny Willett

Regionale Order of Merit
- 1:  Seung-yul Noh
- 2:  Thongchai Jaidee
- 3:  Jeev Milkha Singh
- 4:  Wen-chong Liang
- 5:  Tetsuji Hiratsuka
- 6:  Rikard Karlberg
- 7:  Mark Brown
- 8:  Wen-tang Lin
- 10:  Kiradech Aphibarnrat
- 11:  SSP Chowrasia
- 12:  Udorn Duangdecha
- 13:  Pariya Junhasavasdikul
- 14:  Brendan Jones
- 15:  Thaworn Wiratchant
- 16:  Peter Karmis

- 18:  Rahman Siddikur
- 19:  Gaganjeet Bhullar
- 20: ??? Yih-Shin Chan
- 21:  Marcus Both
- 22:  Chinnaswamy Muniyappa
- 23:  Daisuke Maruyama
- 24:  Chinnarat Phadungsil
- 25:  Rick Kulacz
- 26:  Darren Beck
- 27:  Sang-moon Bae
- 28:  Chapchai Nirat
- 29:  Jyoti Randhawa
- 30:  James Kamte
- 31:  Clay Devers
- 32:  Rick Gibson
- 33:  Mardan Mamat
- 34:  Prayad Marksaeng
- 35:  Jason Knutzon
- 36:  Shiv Kapur
- 37:  Jbe Kruger
- 38:  Seuk-Hyun Baek
- 39:  Scott Hend
- 40:  Scott Barr
- 41:  Sung Lee
- 42:  Rahil Gangjee
- 43:  Mars Pucay
- 44:  Namchok Tantipokhakul
- 45:  Ben Leong
- 46:  Chih-bing Lam
- 47:  Juvic Pagunsan
- 48:  In-choon Hwang
- 49:  Tony Carolan
- 50:  Kenichi Kuboya
- 51:  Unho Park
- 52:  Danny Chia
- 53:  Kwanchai Tannin
- 54:  Antonio Lascuna
- 55:  Iain Steel
- 56:  Chawalit Plaphol
- 57:  Kunal Bhasin
- 58:  Chris Rodgers
- 59:  Digvijay Singh

- 60:  Anirban Lahiri
- 61:  David Gleeson
- 62:  Kodai Ichihara
- 63:  Gavin Flint
- 64: ??? Wen-hong Lin
- 65:   Ben Fox
- 66:   Thammanoon Srirot
- 73:   Lucas Lee

Sponsor invitatie
- Mohd Shaaban Hussin (TP 2003)
- Danny Chia
- Khor Kheng Wai Hwai
- Matthew Nixon
- Nicholas Fung
- Alexandre Kaleka
- Mohd Sukree Othman
- Wen-chong Liang
- Shaaban Hussein
- Joakim Haeggman
- Shaifubari Muda
- Paul Broadhurst

Nationale kwalificatie
- A. Sasar
- Arili Rizman (TP 2002)
- Hanafiah Jamil
- Akhmal Tarmizee Mohd Nazari
- M. Sasidaran
- S. Sivachandran
- R. Nachimuthu
- Md Rashid Ismail

6 Amateurs
- Mohd Hisyam Abdul Majid, winnaar Selangor Amateur
- Mohd Azman Basharudin, winnaar Kedah Amateur
- Gavin Kyle Green, winnaar Kurnia-Saujana Amateur
- Kenneth de Silva
- Jeremiah Kim
- Chan Tuck Soon